# Campeonato Asiático de Hockey sobre Patines de 2009
El XIII Campeonato Asiático de Hockey sobre Patines se celebró en la ciudad china de Dalian entre el 9 y el 15 de enero de 2010 con la participación de cuatro Selecciones nacionales masculinas de hockey patines, dentro de los Campeonatos de Asia de Patinaje, junto a los respectivos campeonatos asiáticos de otras modalidades de este deporte.
En esta edición se disputó el campeonato en sus modalidades masculina y femenina.
El XIII Campeonato Asiático de Patinaje se celebró en Dalian a finales de 2009, si bien las competiciones en la modalidad de Hockey sobre patines se retrasaron hasta los primeros días de enero de 2010. Posteriormente la CARS decidió que en lo sucesivo los campeonatos se disputarían en los años pares, con lo cual el XIV Campeonato se celebró en Kaohsiung a finales de ese mismo año. Por esa razón dentro del año natural 2010 se disputaron dos campeonatos asiáticos de hockey sobre patines.

## Equipos participantes
Participaron cuatro de las selecciones nacionales que habían disputado el anterior campeonato de 2007, excepto Pakistán, cuarto clasificado en el campeonato anterior.
| Macao (1)  |
| Japón (2)  |
| India (3)  |
| Taiwán (5) |

## Resultados
El campeonato se disputó en una sola fase mediante sistema de liga a una vuelta entre todos los participantes.
| Equipo | Pts | PJ | PG | PE | PP | GF | GC | DG  |
| ------ | --- | -- | -- | -- | -- | -- | -- | --- |
| Macao  | 5   | 3  | 2  | 1  | 0  | 20 | 11 | 9   |
| Japón  | 5   | 3  | 2  | 1  | 0  | 10 | 6  | 4   |
| India  | 2   | 3  | 1  | 0  | 2  | 15 | 18 | -3  |
| Taiwán | 0   | 3  | 0  | 0  | 3  | 5  | 15 | -10 |

|        | MAC | JPN | IND  | TWN |
| ------ | --- | --- | ---- | --- |
| Macao  | –   | 2–2 | 12–7 | 6–2 |
| Japón  |     | –   | 4–3  | 4–1 |
| India  |     |     | –    | 5–2 |
| Taiwán |     |     |      | –   |

## Clasificación final
| 1. Macao  |
| 2. Japón  |
| 3. India  |
| 4. Taiwán |